# Ercheia designata
Ercheia designata là một loài bướm đêm trong họ Noctuidae.